# Tlotliso Leotlela
Tlotliso Gift Leotlela (* 12. Mai 1998 in Phuthaditjhaba, Provinz Freistaat) ist ein südafrikanischer Leichtathlet, der in den Sprintdisziplinen an den Start geht.

## Sportliche Laufbahn
Leotlela nahm 2013 an den U16-Südamerikameisterschaften im 200-Meter-Lauf teil, bei denen er die Silbermedaille gewinnen konnte. Ein Jahr später gewann er mit einer Zeit von 21,65 s die Goldmedaille bei den Jugendafrikaspielen in Botswana. 2015 wurde er U18-Südamerikameister im 100-Meter lauf. Im April startete er über 100 und 200 Meter bei den U18-Afrikameisterschaften auf Mauritius, bei denen er in beiden Disziplinen jeweils die Goldmedaille gewinnen konnte. Die gleichen Erfolge feierte er im September, als er zwei Goldmedaillen bei den Jugend-Commonwealth-Games auf Samoa gewinnen konnte. Dabei verbesserte er sich über 100 Meter auf 10,20 s, über 200 Meter auf 20,56 s. Mit seiner 100-Meter-Zeit lief er beinahe einen neuen U18-Weltrekord, den seit 2012 mit 10,19 der Japaner Yoshihide Kiryū hielt. Im Juli belegte er zuvor über 200 Meter bei den U18-Weltmeisterschaften in Cali den fünften Platz. 2016 belegte Leotlela den vierten Platz über 100 Meter bei den Südafrikanischen Meisterschaften. Im Juni trat er in dieser Disziplin und mit der Staffel bei den Afrikameisterschaften in der südafrikanischen Heimat an. Über 100 Meter belegte er in 10,24 s den vierten Platz, während er mit der Staffel die Goldmedaille gewinnen konnte. Einen Monat später trat er über 100 und 200 Meter bei den U20-Weltmeisterschaften in Bydgoszcz an. Dabei belegte er über 100 Meter abermals den vierten Platz, konnte allerdings über 200 Meter schließlich die Silbermedaille gewinnen. In dieser Disziplin trat er in der Folge auch bei den Olympischen Sommerspielen in Rio de Janeiro an, ohne dabei über den Vorlauf hinauszukommen. 2017 stellte er mit 10,12 s bzw. 20,20 s persönliche Bestleistungen über 100 und 200 Meter auf. Nachdem er 2018 an keinerlei Wettkämpfen teilnehmen konnte, kehrte er 2019 auf die Laufbahn zurück, ohne bislang allerdings in die Nähe seiner Bestzeiten laufen zu können.
2021 gewann er, zusammen mit seinen Teamkollegen, die Goldmedaille im 4 × 100-m-Staffelwettbewerb bei den World Athletics Relays in Chorzów. Mitte Mai blieb er in Johannesburg zum ersten Mal unter der Marke von 10 Sekunden über 100 Meter. Damit war er als einer von drei südafrikanischen Athleten zum zweiten Mal für die Olympischen Sommerspiele qualifiziert. In Tokio zog er in das Halbfinale ein, in dem er es auf eine Zeit von 10,03 s brachte. Damit verpasste er als insgesamt Elfplatzierter den Einzug in das Finale. 2022 trat er in den USA zu seinen ersten Weltmeisterschaften an. Als Fünfter des sechsten Vorlaufes verpasste er bei seinem WM-Debüt den Einzug in das Halbfinale. Später startete er zudem mit der 4-mal-100-Meter-Staffel. Im Vorlauf noch geschont, erreichte die Staffel das Finale, das sie schließlich, mit ihm an dritter Position, auf dem sechsten Platz beendete.

## Wichtige Wettbewerbe
| Jahr                  | Veranstaltung             | Ort                   | Platz                 | Disziplin             | Zeit                  |
| Startet für Südafrika | Startet für Südafrika     | Startet für Südafrika | Startet für Südafrika | Startet für Südafrika | Startet für Südafrika |
| --------------------- | ------------------------- | --------------------- | --------------------- | --------------------- | --------------------- |
| 2014                  | Jugend-Afrikaspiele       | Gaborone              | 1.                    | 200 m                 | 21,65 s               |
| 2015                  | U18-Afrikameisterschaften | Moka                  | 1.                    | 100 m                 | 10,38 s               |
| 2015                  | U18-Afrikameisterschaften | Moka                  | 1.                    | 200 m                 | 20,84 s               |
| 2015                  | U18-Weltmeisterschaften   | Cali                  | 5.                    | 200 m                 | 20,86 s               |
| 2016                  | Afrikameisterschaften     | Durban                | 4.                    | 100 m                 | 10,24 s               |
| 2016                  | Afrikameisterschaften     | Durban                | 1.                    | 4 × 100 m             | 38,84 s               |
| 2016                  | U20-Weltmeisterschaften   | Bydgoszcz             | 4.                    | 100 m                 | 10,28 s               |
| 2016                  | U20-Weltmeisterschaften   | Bydgoszcz             | 2.                    | 200 m                 | 20,59 s               |
| 2016                  | Olympische Sommerspiele   | Rio de Janeiro        | 42.                   | 200 m                 | 20,59 s               |
| 2021                  | World Athletics Relays    | Chorzów               | 1.                    | 4 × 100 m             | 38,71 s               |
| 2021                  | Olympische Sommerspiele   | Tokio                 | 11.                   | 100 m                 | 10,03 s               |
| 2022                  | Weltmeisterschaften       | Eugene                | 30.                   | 100 m                 | 10,19 s               |
| 2022                  | Weltmeisterschaften       | Eugene                | 6.                    | 4 × 100 m             | 38,10 s               |

## Persönliche Bestleistungen
Freiluft
- 100 m: 9,94 s, 14. Mai 2021, Johannesburg
- 200 m: 20,20 s, 22. April 2017, Potchefstroom